# Lukas Konrad Pfandzelt
Lukas Konrad Pfandzelt était un peintre portraitiste d’origine allemande du XVIIIe siècle installé à Saint-Pétersbourg.

## Biographie
Pfandzelt est originaire de Ulm et fut formé par son père, Georg Friedrich Pfandzelt. Il partit travailler à Saint-Pétersbourg en 1741 et travailla avec Georg Christoph Grooth où il devint le premier restaurateur professionnel au Musée de l'Ermitage.